# Croneisella
Croneisella es un género de foraminífero bentónico de la familia Hippocrepinellidae, de la superfamilia Astrorhizoidea, del suborden Astrorhizina y del orden Astrorhizida. Su especie tipo es Croneisella typa. Su rango cronoestratigráfico abarca el Silúrico.

## Discusión
Clasificaciones previas incluían Croneisella en la subfamilia Saccammininae, de la familia Saccamminidae, así como en el suborden Textulariina del orden Textulariida.

## Clasificación
Croneisella incluye a las siguientes especies:
- Croneisella elongata †
- Croneisella typa †